# Emžský dekret

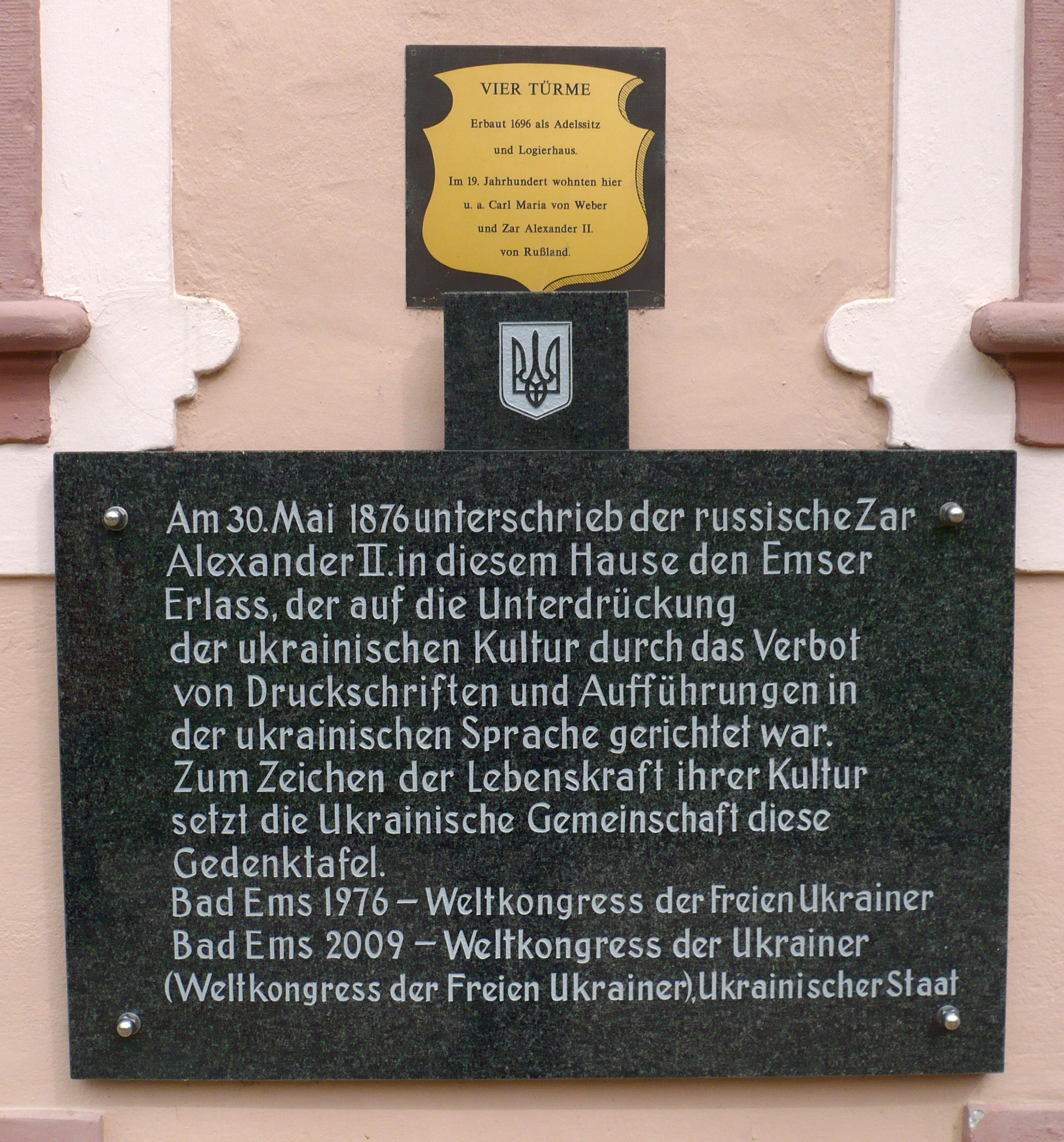
Pamětní deska v Bad Ems připomínající vyhlášení dekretu

Emžský dekret (rusky Эмский указ, ukrajinsky Емський указ) byl tajný výnos ruského cara Alexandra II. z roku 1876, jenž v Ruské říši zakazoval vydávání jakýchkoli tiskovin v ukrajinštině. Zakázal rovněž dovoz ukrajinských publikací ze zahraničí a uvádění divadelních her nebo konání přednášek v ukrajinštině („maloruském dialektu“). Byl pojmenován po městě Bad Ems v Německu, kde byl vyhlášen. Carské orgány jím reagovaly na novou vlnu ukrajinského národního obrození, v němž viděly hrozbu separatismu a rozbití impéria. Dekret byl provázen řadou dalších represí vůči ukrajinské inteligenci (čistka proběhla zejména na Kyjevské univerzitě), na niž velká část aktivistů reagovala emigrací (např. Mychajlo Drahomanov).
Dekretu předcházela kampaň ruských konzervativců, kteří označili ukrajinské hnutí za „polskou intriku“, i předchozí kroky státních úřadů jako byl tzv. Valujevův oběžník rozeslaný 18. července 1863 ministrem vnitra hrabětem Pjotrem Valujevem všem cenzorům, v němž se uvádělo, že „ukrajinský jazyk nikdy neexistoval, neexistuje a nikdy existovat nebude“ a zakazoval vydávání všech publikací v ukrajinštině krom beletrie. Bezprostředním popudem k vydání dekretu byla zpráva, kterou pro cara vypracoval extrémní ruský nacionalista a komisař Kyjevského školního okresu Michail Juzefovič, v níž varoval před "ukrajinofilní propagandou". Na Ukrajině byl proto carský dokument někdy nazýván Juzefovičův dekret.
V roce 1881 nový car Alexandr III. dekret zmírnil. Ukrajinské texty byly nyní povoleny, ale ukrajinská abeceda kulišivka byla stále zakázána, takže ukrajinské texty se musely psát s ruským pravopisem. Tento jazyk byl některými Ukrajinci hanlivě nazýván jaryžka (ukrajinsky: Ярижка) v odkazu na tvrdý znak ⟨ы⟩, neboli jar, který ukrajinština nepoužívá. Představení ukrajinských her a písní mohlo být schváleno místními úřady, ale nemohla být zřízena výhradně ukrajinská divadla ani nemohly fungovat výhradně ukrajinské divadelní soubory. Skutečné uvolnění přišlo až po revoluci roku 1905, kdy Carská akademie věd doporučila zrušení všech emských omezení, čemuž car vyhověl. Jenže již roku 1910 ministr vnitra Pjotr Stolypin dekret plně obnovil. Ruskojazyčná média navíc zahájila kampaň proti ukrajinskému separatismu. Dekret nebyl nikdy zrušen, ale stal se neplatným, spolu se všemi ostatními carskými zákony po únorové revoluci v roce 1917. Po říjnové revoluci se objevila možnost začít ukrajinštinu plně rozvíjet a užívat, avšak jen do roku 1931, kdy i sovětské orgány sáhly k rusifikační politice.
Pod vlivem neuvážených příkazů ruské vlády, které brzdily rozvoj ukrajinského jazyka a kultury v Rusku, se centrum ukrajinského hnutí po roce 1876 přesunulo na západní část dnešní Ukrajiny, zejména Haliče, která byla tehdy součástí Rakouska-Uherska. Nebýt Emžského dekretu, stal by se centrem ukrajinského kulturního hnutí Kyjev a ne Lvov.